# Amt Pellworm
La comunità amministrativa di Pellworm (Amt Pellworm) si trova nel circondario della Frisia Settentrionale nello Schleswig-Holstein, in Germania.

## Suddivisione
Comprende 4 comuni:
1. Gröde (12)
2. Hallig Hooge (95)
3. Langeneß (132)
4. Pellworm (1 228)

Il capoluogo è Husum, esterna al territorio della comunità amministrativa.
(Tra parentesi i dati della popolazione al 31 dicembre 2021)